# Acropomatidae
Acropomatidae é uma família de peixes perciformes da subordem Percoidei, superfamília Percoidea. Esta família está repartida em 8 géneros e 33 espécies. São espécies marinhas. Os membros do género Acropoma têm a particularidade de possuirem órgão emissores de luz na psrte ventral do corpo. São encontrados em todas regiões temperadas e tropicais, normalmente a profundidades de várias centenas de metros. Os membros desta família são de pequena dimensão: alguns têm até 40 cm de comprimento mas a maioria não ultrapassa os 15 cm. Têm duas barbatanas dorsais, a primeira com 7-10 espinhos. A barbatana anal tem 2 a 3 espinhos.

## Espécies
- Género Acropoma
  - Acropoma argentistigma Okamoto & Ida, 2002.
  - Acropoma boholensis Yamanoue & Matsuura, 2002.
  - Acropoma hanedai Matsubara, 1953.
  - Acropoma japonicum Günther, 1859.
  - Acropoma lecorneti Fourmanoir, 1988.
- Género Apogonops
  - Apogonops anomalus Ogilby, 1896.
- Género Doederleinia
  - Doederleinia berycoides (Hilgendorf, 1879).
  - Doederleinia gracilispinis (Fowler, 1943).
  - Doederleinia orientalis Steindachner & Döderlein, 1883.
- Género Malakichthys
  - Malakichthys barbatus Yamanoue & Yoseda, 2001.
  - Malakichthys elegans Matsubara & Yamaguti, 1943.
  - Malakichthys griseus Döderlein, 1883.
  - Malakichthys levis Yamanoue & Matsuura, 2001.
  - Malakichthys mochizuki Yamanoue & Matsuura, 2001.
  - Malakichthys wakiyae Jordan & Hubbs, 1925.
- Género Neoscombrops
  - Neoscombrops annectens Gilchrist, 1922.
  - Neoscombrops atlanticus Mochizuki & Sano, 1984.
  - Neoscombrops cynodon (Regan, 1921).
  - Neoscombrops pacificus Mochizuki, 1979.
- Género Pseudohowella
  - Pseudohowella intermedia Fedoryako, 1976.
- Género Synagrops
  - Synagrops adeni Kotthaus, 1970.
  - Synagrops analis (Katayama, 1957).
  - Synagrops argyreus (Gilbert & Cramer, 1897).
  - Synagrops bellus (Goode & Bean, 1896).
  - Synagrops japonicus (Günther, 1859).
  - Synagrops malayanus Weber, 1913.
  - Synagrops microlepis Norman, 1935.
  - Synagrops philippinensis (Günther, 1880).
  - Synagrops pseudomicrolepis Schultz, 1940.
  - Synagrops serratospinosus Smith & Radcliffe, 1912.
  - Synagrops spinosus Schultz, 1940.
  - Synagrops trispinosus Mochizuki & Sano, 1984.
- Género Verilus
  - Verilus sordidus Poey, 1860.